# Nuno Mendes (Fußballspieler)
Nuno Alexandre Tavares Mendes (* 19. Juni 2002 in Sintra) ist ein portugiesischer Fußballspieler, der bei Paris Saint-Germain unter Vertrag steht. Der Linksverteidiger ist seit März 2021 portugiesischer Nationalspieler.

## Karriere

### Verein

#### Sporting Lissabon

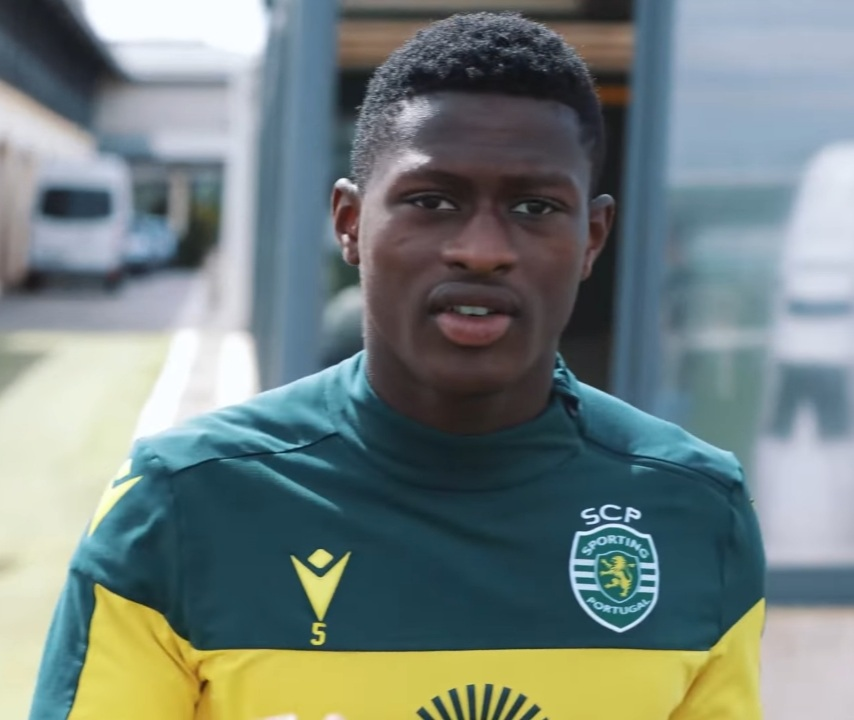
Mendes bei Sporting Lissabon (2021)

Nuno Mendes begann seine fußballerische Ausbildung im Alter von neun Jahren beim FC Despertar aus Casal de Cambra. Bereits nach kurzer Zeit wurde er von Scouts Sporting Lissabons entdeckt und in die Nachwuchsakademie des Hauptstadtvereins geholt. Dort spielte er in verschiedenen Altersklassen, bevor der linke Außenverteidiger im Mai 2019 erstmals mit der ersten Mannschaft trainierte und auch die Vorbereitung zur Saison 2019/20 vereinzelt bei den Herren verbrachte. Letztlich wurde er aber vorerst der U23-Mannschaft zugewiesen, wo er sich rasch als Stammspieler etablierte. Nachdem er in der Liga Revelação zu überzeugen wusste, beorderte ihn der neue Cheftrainer Rúben Amorim im Anschluss an die Zwangspause aufgrund der COVID-19-Pandemie in den Kader der ersten Mannschaft. Am 12. Juni 2020 debütierte er beim 1:0-Heimsieg gegen den FC Paços de Ferreira in der höchsten portugiesischen Spielklasse, als er in der 72. Spielminute für Marcos Acuña eingewechselt wurde. Am 19. Juni 2020, an seinem 18. Geburtstag, unterzeichnete Nuno Mendes einen Fünfjahresvertrag bei den Leões an. In den nächsten Ligaspielen setzte ihn Amorim stets in der Startformation ein. Ende November 2021 erreichte Mendes bei der Kopa-Trophäe, die von France Football an den weltbesten U21-Spieler des Jahres vergeben wird, hinter Pedri, Jude Bellingham und Jamal Musiala den 4. Platz.

#### Paris Saint-Germain
Ende August 2021 wechselte Mendes am letzten Tag der Transferperiode bis zum Ende der Saison 2021/22 auf Leihbasis in die französische Ligue 1 zu Paris Saint-Germain. Im Gegenzug wechselte Pablo Sarabia zu Sporting. Nach Ablauf der Leihe verpflichtete Paris den Außenverteidiger fest.

### Nationalmannschaft
Anfang Mai 2018 bestritt Mendes drei Länderspiele für die portugiesische U16-Nationalmannschaft. Im September des gleichen Jahres kam er für die U17 auf drei Einsätze. Im September 2019 debütierte er in der U19 und zwei Monate später kam er erstmals in der U18 zum Einsatz. Am 24. März 2021 debütierte er im Rahmen eines WM-Qualifikationsspiels gegen Aserbaidschan in der A-Nationalmannschaft. Bei der Europameisterschaft 2021 stand er im portugiesischen Kader, kam jedoch zu keinem Einsatz.
Im Finale der Nations League 2025 schoss Mendes das 1:1 gegen Spanien. Portugal gewann das Turnier im Elfmeterschießen und Mendes wurde im Anschluss zum „Man of the Match“ gekürt.

## Titel und Auszeichnungen

### Vereine
International
- Champions-League-Sieger: 2025 (Paris Saint-Germain)
- UEFA-Super-Cup-Sieger: 2025 (Paris Saint-Germain)

Portugal
- Meister: 2021 (Sporting Lissabon)
- Ligapokalsieger: 2021 (Sporting Lissabon)
- Supercupsieger: 2021 (Sporting Lissabon)

Frankreich
- Meister (4): 2022, 2023, 2024, 2025 (alle Paris Saint-Germain)
- Pokalsieger (2): 2024, 2025 (beide Paris Saint-Germain)
- Supercupsieger (3): 2022, 2023, 2024 (alle Paris Saint-Germain)

### Nationalmannschaft
- UEFA-Nations-League-Sieger: 2025

### Auszeichnungen
- Nominierung für die Kopa-Trophäe: 2021 (4. Platz), 2022 (5.)
- Nachwuchsspieler der Saison der Ligue 1: 2022/23